# Eine dunkle Begierde
Eine dunkle Begierde (Originaltitel: A Dangerous Method) ist ein historisches Filmdrama des kanadischen Regisseurs David Cronenberg aus dem Jahr 2011. Der an Tatsachen angelehnte Film zeigt die Affäre zwischen dem Psychiater C. G. Jung und seiner Patientin Sabina Spielrein und thematisiert in diesem Zusammenhang Bekanntschaft und fachliche Auseinandersetzung zwischen Jung und Sigmund Freud, dem Begründer der Psychoanalyse. Die Hauptrollen in der kanadisch-britisch-deutschen Koproduktion spielen Viggo Mortensen, Michael Fassbender, Keira Knightley und Vincent Cassel.
Eine dunkle Begierde basiert auf dem Theaterstück Die Methode (Originaltitel: The Talking Cure) des britischen Dramatikers Christopher Hampton, der sich wiederum von dem 1993 erschienenen Sachbuch Eine gefährliche Methode (Originaltitel: A Most Dangerous Method) von John Kerr inspirieren ließ. Hampton verfasste auch das Drehbuch.

## Handlung
Zürich im Jahr 1904: Die russische Jüdin Sabina Spielrein wird im Auftrag ihrer Eltern in die Burghölzli-Klinik eingeliefert, um von dem jungen Oberarzt und Psychiater Carl Gustav Jung behandelt zu werden. Die junge Frau leidet unter hysterischen Anfällen, ist aber auch überdurchschnittlich intelligent. Jung wendet bei ihr eine neue Methode an, die Psychoanalyse des Österreichers Sigmund Freud. Ohne ihren Namen zu kennen, gibt er ihrem Fall den Decknamen Sabina S. Als er ihren wahren Namen erfährt, weigert er sich, an einen Zufall zu glauben. Bei den Gesprächen kommen sich der verheiratete Therapeut und seine Patientin näher, aber er wahrt professionelle Distanz.
In Wien lernt Jung den von ihm bewunderten Freud persönlich kennen, der wiederum in dem jüngeren Kollegen einen möglichen Fortführer seiner Arbeit sieht. Auf Freuds Wunsch wird sein Landsmann, der kokainabhängige Psychiater Otto Gross, Jungs Behandlung unterstellt. Der unkonventionelle Gross verfolgt einen ausschweifenden Lebensstil und lehnt in seinen Gesprächen mit Jung Monogamie als gesellschaftliche Konvention ab. Er überzeugt Jung, sich seinen unterdrückten Gefühlen zu ergeben und sein Leben auszukosten. Gleichzeitig mehren sich deutliche Avancen Sabina Spielreins, die inzwischen in Zürich Medizin studiert, gegenüber Jung. Jung beginnt eine Affäre mit ihr. Damit hat er allerdings als Arzt Grenzen überschritten. Auch plagt ihn sein Gewissen gegenüber seiner Frau Emma, die mit dem zweiten gemeinsamen Kind schwanger ist.
Die Beziehung zwischen Jung und Freud beginnt zu kriseln. Jung klagt über Freuds Starrsinn und seine Beschränkung auf den Sexualtrieb als Auslöser aller psychischen Störungen. Freud wiederum lehnt Jungs Überlegungen ab, die Telepathie und Parapsychologie, die er für Aberglauben hält, zum Erkenntnisgewinn zu nutzen. Diese könnten, wie Freud befürchtet, Wasser auf die Mühlen der Gegner der Psychoanalyse sein. Die Auseinandersetzungen der beiden Ärzte finden zum Teil per Brief, zum Teil während wissenschaftlicher Tagungen statt, denen sie beiwohnen.
Nachdem Jung die Affäre mit Sabina infolge aufkommender Gerüchte einseitig beendet hat, drängt sie darauf, dass er sich für ihre Bewerbung als Patientin bei Freud in Wien einsetzt. Später unterstützt Jung Sabina bei ihrem Vorhaben, Psychoanalytikerin zu werden, und ihre Beziehung lebt wieder auf, aber diesmal ist sie es, die zu seinem Leidwesen die Beziehung beendet. Sabina, inzwischen eine überzeugte Schülerin Freuds, geht endgültig nach Wien, wo Freud ihr anbietet, einige seiner Patienten zu übernehmen. Zwischen den Männern kommt es über ihre konträren Ansichten und Freuds Unverständnis für Jungs Affäre mit der Patientin zum Bruch.
1913, ein Jahr vor Ausbruch des Ersten Weltkriegs, besucht Sabina den niedergeschlagenen Jung in seiner Villa. Sabina ist inzwischen verheiratet und erwartet ein Kind. Er selbst hat in Toni Wolff, einer seiner ehemaligen Patientinnen, eine neue Geliebte gefunden. Jung wird von einem wiederholt auftretenden apokalyptischen Traum verfolgt, den er als Omen eines kurz bevorstehenden, Europa zerstörenden Ereignisses sieht. Trotz ihrer Zuneigung füreinander trennen sich Jungs und Sabinas Wege wieder. Im Abspann erfährt der Zuschauer, dass Gross 1919 in Berlin verhungerte, Freud, von den Nationalsozialisten aus Wien vertrieben, 1939 in London starb. Sabina kehrte in ihre Heimat Russland zurück und wurde 1942 von den einrückenden deutschen Invasoren erschossen. Nur Jung fand 1961 einen friedlichen Tod.

## Hintergrund

### Vorlage
Bereits in den 1990er Jahren hatte Hampton, basierend auf Kerrs Sachbuch A Most Dangerous Method, für das Filmstudio 20th Century Fox ein Drehbuch namens Sabina verfasst, das mit Julia Roberts verfilmt werden sollte. Das Projekt wurde jedoch nicht realisiert, und Hampton arbeitete das Drehbuch zu dem Theaterstück The Talking Cure um. 2003 wurde The Talking Cure in London uraufgeführt, mit Ralph Fiennes in der Rolle C. G. Jungs und Jodhi May als Sabina.
Die deutschsprachige Premiere folgte 2005 in Zürich unter dem Titel Die Methode. Eine Uraufführung in Wien fand 2014 statt.
Für die Verfilmung des Stücks, die eine Kombination aus dem ursprünglichen, nicht realisierten Drehbuch, dem Theaterstück und neueren Recherchen darstellte, nahm Hampton einige Änderungen an seinem Zweiakter vor und strich unter anderem eine kurze, in Sabina Spielreins Todesjahr 1942 spielende Szene. Cronenberg interessierte nach eigener Aussage unter anderem das „Liebesdreieck“ Jung–Freud–Spielrein. Als zentrale Figur seiner Version sah er nicht Sabina Spielrein, sondern C. G. Jung, eine Entwicklung, die nach seinen Worten nicht geplant war, sondern sich während der Arbeit an seinem Film ergab. Der Titel ist eine Variante von Kerrs Buchtitel, dieser geht wiederum auf einen Ausspruch des US-amerikanischen Psychologen William James zurück, der Freuds Traumanalyse als ein „höchst gefährliches Verfahren“ („most dangerous method“) bezeichnete.

### Produktion
Produziert wurde der Film von Jeremy Thomas (Der letzte Kaiser), dessen erste Zusammenarbeit mit Cronenberg, Naked Lunch, in das Jahr 1991 zurückreicht. Anfang 2003 weckte Cronenberg Thomas’ Interesse an dem Stoff, indem er ihm den Besuch von Hamptons Stück Die Methode empfahl. Als erster Schritt mussten Verhandlungen mit der 20th Century Fox geführt werden, die immer noch die Rechte an dem unrealisierten Sabina-Drehbuch besaß. Thomas und seine Koproduzenten (darunter die Berliner Lago Film) erhielten umfangreiche deutsche Filmfördermittel, ohne die, so Thomas, der Film nicht hätte realisiert werden können, da die Studios sich auf Blockbuster konzentrierten und das Publikum für „Mainstream Arthouse“ aus den Kinos verschwunden sei. Allein das Land Baden-Württemberg war über die MFG Filmförderung der Medien- und Filmgesellschaft Baden-Württemberg mit 500.000 Euro beteiligt. Das Gesamtbudget betrug nach Thomas’ Aussage 19 Millionen US-Dollar (rund 15 Millionen Euro).
Ursprünglich war Christoph Waltz für die Rolle des Sigmund Freud vorgesehen. Dieser verzichtete jedoch, um stattdessen Wasser für die Elefanten zu drehen. Die Rolle wurde mit Viggo Mortensen neu besetzt, der bereits in A History of Violence und Tödliche Versprechen – Eastern Promises mit Cronenberg gearbeitet hatte. Weitere, zum Teil langjährige Mitarbeiter Cronenbergs waren der Kameramann Peter Suschitzky, der Komponist Howard Shore, der Filmeditor Ronald Sanders und die Kostümbildnerin Denise Cronenberg, die Schwester des Regisseurs.

### Dreharbeiten
Die Dreharbeiten zu Eine dunkle Begierde fanden in Deutschland und Österreich statt. Die Innenaufnahmen entstanden im Mai und Juni 2010 in den MMC-Studios in Köln-Ossendorf.
Die am Zürichsee spielenden Szenen ließen sich nicht an den Originalschauplätzen filmen, da das Ufer zu stark zersiedelt war. Bereits im Februar 2010 wurde Isis Hager, Locationscout im Auftrag der „Filmcommission Bodensee-Oberschwaben“, die der Filmförderung Baden-Württemberg untersteht, beauftragt, nach Vorgaben des Art Departments geeignete Drehorte rund um den Bodensee und im oberschwäbischen Hinterland zu suchen.
Gedreht wurde Anfang Juli 2010 in Überlingen und in Konstanz. Das Humboldt-Gymnasium diente als Kulisse für die Burghölzli-Klinik, deren Fassade zu stark modernisiert war. In Allensbach wurde am Seeufer die Villa Jungs für fünf Drehtage eins zu eins nachgebaut. Im ehemaligen Augustinerchorfrauenstift Inzigkofen fanden Außenaufnahmen hinter den Klostermauern statt. Gedreht wurde auch auf dem restaurierten Schaufelraddampfer Hohentwiel, der schon in James Bond 007: Ein Quantum Trost zu sehen war.
Weitere Drehorte waren die Mölker Bastei und der Garten des Schlosses Belvedere in Wien. Die Postproduktion fand in Kanada statt, wo unter anderem digitale Effekte hinzugefügt wurden.

### Musik
Howard Shore nahm neben einer exklusiv komponierten Filmmusik für Piano und Orchester auch eine Neueinspielung von Richard Wagners sinfonischer Dichtung Siegfried-Idyll in den Berliner Teldex Studios auf. Shore schrieb das für Orchester komponierte Siegfried-Idyll, in dem Wagner Motive aus seiner Oper Siegfried verarbeitete, zu einem reinen Pianostück um, gespielt von dem Pianisten Lang Lang. Für seine Eigenkompositionen verwendete Shore ebenfalls Motive aus Siegfried.
Für eine Szene, in der Patienten ein Auszug aus Wagners Oper Die Walküre vorgespielt wird, wurde auf eine historische Aufnahme aus dem Jahr 1905 zurückgegriffen.

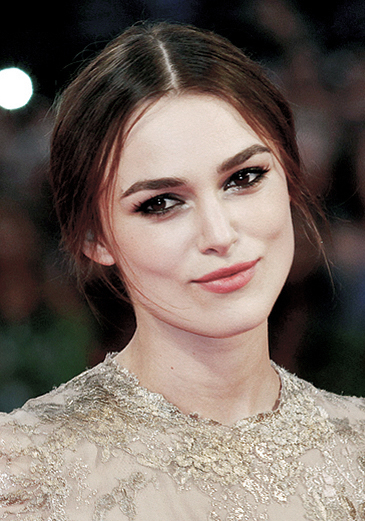
Hauptdarstellerin Keira Knightley bei der Vorstellung des Films in Venedig

### Filmstart
Die Premiere des Films fand am 2. September 2011 auf den 68. Internationalen Filmfestspielen von Venedig statt, wo er im Wettbewerb lief. Es folgten weitere Festivalaufführungen, unter anderem in Toronto, New York, Chicago, London und Rio de Janeiro. Deutscher und österreichischer Kinostart war am 10. November 2011. In Deutschland erreichte Eine dunkle Begierde rund 260.000 Zuschauer und spielte knapp 1,8 Millionen Euro ein. Das weltweite Einspielergebnis lag bei 27 Millionen US-Dollar.

### Veröffentlichungen
Eine dunkle Begierde ist international auf DVD und Blu-ray Disc erhältlich, wobei die europäischen Ausgaben auf den in den USA enthaltenen Audiokommentar Cronenbergs verzichten. Howard Shores Filmmusik erschien im November 2011 auf Audio-CD, inklusive seines Arrangements von Wagners Siegfried-Idyll.

### Synchronisation
Die deutsche Synchronfassung entstand unter der Dialogregie von Axel Malzacher, das Dialogbuch verfasste Alexander Löwe.
| Rolle            | Darsteller         | Synchronsprecher |
| ---------------- | ------------------ | ---------------- |
| Sigmund Freud    | Viggo Mortensen    | Jacques Breuer   |
| Carl Gustav Jung | Michael Fassbender | Norman Matt      |
| Sabina Spielrein | Keira Knightley    | Dascha Lehmann   |
| Otto Groß        | Vincent Cassel     | David Nathan     |

## Weitere Umsetzungen
Schon vor Hamptons Stück und Cronenbergs Film hatten sich Autoren und Regisseure des authentischen Stoffes angenommen. 1982 begann Paul Schrader die Arbeit an einem Theaterstück über Sabina Spielrein und ihre Beziehung zu Jung und Freud, das unvollendet blieb. 1996 wurde ein Bühnenstück von Willy Holtzman uraufgeführt, 1998 ein weiteres von Snoo Wilson, die beide den Titel Sabina trugen. 2002 erschien der deutsche Dokumentarfilm Ich hieß Sabina Spielrein (Regie: Elisabeth Márton), ein Jahr später die italienisch-französisch-britische Spielfilmproduktion Prendimi l’anima (Regie: Roberto Faenza). 2006 wurde erstmals John Carters Drama Where Three Roads Meet gespielt. Im gleichen Jahr erschien Bärbel Reetz’ Roman Die russische Patientin.

## Analyse

### Position in Cronenbergs Werk
Auf die wiederholt von Journalisten gestellte Frage, was ihn an dem Stoff gereizt habe und worin die Verbindung zu seinen anderen Filmen bestünde, verwies Cronenberg auf seinen ersten Film Transfer (1966), der bereits die Beziehung zwischen einem Analytiker und seinem Patienten ausleuchte. Der Patient in Transfer hat ein obsessives Verhältnis zu seinem Arzt entwickelt und gesteht ihm, dass er ihm absichtlich erfundene Details aus seinem Leben erzählt habe, um das Interesse seines Gegenübers aufrechtzuerhalten. In späteren Filmen thematisierte Cronenberg das Verhältnis Arzt–Patient erneut: In Die Brut (1979) behandelt ein Psychotherapeut seine Patienten, indem er z. B. bewusst die Rolle ihres verhassten oder vermissten Vaters einnimmt und so eine Abhängigkeit aufbaut. In Die Unzertrennlichen (1988) verliebt sich ein Gynäkologe bis zur Selbstaufgabe in seine Patientin.
Auch interessierte Cronenberg Freuds Haltung, „auf den Tatsachen des menschlichen Körpers“ zu insistieren, die einen „riesigen Einfluss“ auf die Persönlichkeit eines Menschen hätten. Cronenberg: „Ich betrachte mich als Atheisten und Existenzialisten, und für mich sind wir zur Gänze Körper. Das hat für mich nichts schmälerndes, es bedeutet einfach, die Tatsachen anzuerkennen. Wenn also der Körper die an erster Stelle stehende Tatsache der menschlichen Existenz ist, verstehen Sie sofort, warum mein Hauptaugenmerk dem Körper gilt.“ Die Reduktion seiner Filme und Themen auf den Begriff „Body Horror“ lehnte Cronenberg dagegen ab.
Visuell arbeitet Eine dunkle Begierde mit statischen Bildern oder sehr ruhigen Kamerabewegungen, die gewählten Bildausschnitte variieren mehrheitlich im Nahbereich zwischen Großaufnahme und Halbtotale. Cronenbergs Inszenierungsstil wurde als „elegant“ gelobt, aber auch als „bieder“ kritisiert. Während einer Pressekonferenz im Rahmen des London Film Festival erläuterte Cronenberg seine Art der Bildgestaltung: „Der Film diktiert einem, wessen er bedarf. Diese Ära war sehr kontrolliert, und jeder meinte zu wissen, wo sein Platz war. Das kann man an den hohen weißen Kragen und Korsetts und diesen Dingen sehen, alles wurde kontrolliert. In gewisser Weise erklärt sich der Stil des Films aus dem, was wir erschaffen wollten.“

### Beziehungen der Figuren
Cronenberg deutete in einem Interview alle drei Figuren – Jung, Freud und Sabina Spielrein – als Teil eines Beziehungsdreiecks. So sah er neben der Affäre Jung–Sabina auch in dem Verhältnis zwischen Jung und Freud ein starkes emotionales Band. In einem seiner Briefe bezeichnet Jung Freud als „einen Vater“, und parallel zu ihrem sich anbahnenden Bruch oder „Vater–Sohn–Zerwürfnis“ debattieren Jung und Freud öffentlich die Auslöschung des Namens von Pharao Amenophis III. durch seinen Sohn Echnaton. Sabina wiederum wandelt sich von einer Anhängerin Jungs zu einer Freuds, wofür ihr Jung in der letzten Szene des Films offen Vorwürfe macht.
Auf eine weitere Beziehung, die der Film nur andeutet, weist Gottfried M. Heuer, Vorsitzender der Otto Gross Gesellschaft, in seiner Rezension hin. Für Jung war der ihm als Patient von Freud anvertraute Otto Gross mehr als nur ein Katalysator für seine bis dato unterdrückten Gefühle gegenüber Sabina: Bereits 1907 hatten die beiden gemeinsam auf einem Kongress Freuds Psychoanalyse gegen Kritik verteidigt. Nach Gross’ Überweisung wurde dieser nicht nur von Jung analysiert, Jung begab sich im Gegenzug in Gross’ Analyse, und in einem Brief Jungs an Freud sprach er von Gross als einem „Zwillingsbruder“.

### Freud, Jung und Antisemitismus
Während einer Unterhaltung weist Freud Jung darauf hin, dass der gesamte psychoanalytische Zirkel in Wien wie er selbst jüdischer Herkunft sei und darum auf zweifache Weise mit Ressentiments zu kämpfen habe – anti-psychoanalytischen und antijüdischen. Cronenberg: „[Freud] war auf der Suche nach einem Nichtjuden, und Jung war perfekt. Er sah gut aus und hatte Charisma […] Freud war verzweifelt auf der Suche nach jemandem wie Jung, um die Psychoanalyse zu legitimieren.“ Gerade die Dinge, die den Pastorensohn Jung für Freud interessant machten, so der Regisseur weiter, seien aber diejenigen gewesen, die eine Konfrontation unvermeidlich gemacht hätten. Nach dem Bruch zwischen Freud und Jung lässt Cronenberg Freud im Gespräch mit Sabina die Unvereinbarkeit der religiösen Wurzeln erklären: „Man setzt sein Vertrauen nicht in Arier. Wir sind Juden, liebes Fräulein Spielrein, und Juden werden wir auch für immer bleiben.“
Der Film weist Jung nicht als ausgesprochen judenfeindlich aus (was ihm später wegen wiederholter diesbezüglicher Aussagen in seinen Publikationen unterstellt wurde) und beschränkt sich auf eine Äußerung, in der Jung sein Faible für den erklärten Antisemiten Wagner betont, „die Musik und den Menschen“. Im Film ist es Freud, der Jung schon früh auf seine typisch protestantische Grundhaltung hinweist, die nicht verstehen will, wie sehr wissenschaftliche Arbeit und deren Anerkennung von konfessioneller Zugehörigkeit abhängen. Hier ist es Freud, der auf sein Judentum insistiert und diese Identität schließlich mit einem Beiton von Enttäuschung und Verbitterung behauptet. Cronenberg: „Im Kontext seiner Zeit würde man Jung nicht für einen Antisemiten halten, im Kontext der unseren dagegen schon.“ Die angedeutete Vorliebe Jungs für jüdische Frauen basiert auf einer Falschdarstellung: Antonia „Toni“ Wolff, Jungs Geliebte seit Anfang der 1910er Jahre, war keine Halbjüdin, sondern entstammte einer alteingesessenen Zürcher Familie, die der Evangelisch-reformierten Kirchen der Schweiz angehörte.

### Jung, Sabina Spielrein und die Stellung der Frau
Cronenberg sah sich wiederholt Kritik in Bezug auf das Porträt der Affäre Jung–Spielrein und der Betonung des sadomasochistischen Aspekts ausgesetzt: „Spielrein spricht allerdings lediglich davon, sie und Jung hätten ‚zarte Poesie‘ miteinander gemacht […] Der Film macht aus der ‚zarten Poesie‘ sadomasochistische Peitsch-Szenen, die dokumentarisch nirgends belegt sind.“ (Gottfried M. Heuer) Cronenberg bekannte, den S/M-Aspekt ihrer Beziehung erfunden zu haben, verwies aber auf eine Aufzeichnung Sabina Spielreins, in der sie offen bekannte, Jung ihre „Jungfräulichkeit“ und „Unschuld“ geopfert zu haben, und die hinreichend dokumentierten, als lustvoll empfundenen Bestrafungen durch ihren leiblichen Vater. Cronenberg: „Es ist nicht allzu weit hergeholt wenn man annimmt, dass [Jung und Spielrein] sich in S/M-Spielen ergingen, um ihren Vater aus ihrer Sexualität zu verbannen. Und natürlich war Jung selbst so etwas wie eine Vaterfigur.“ Heuer spricht in diesem Zusammenhang von einem klaren Missbrauch einer Patientin durch ihren Arzt und führt es als bezeichnend an, dass die einschlägige Literatur wiederholt zum einen auf den Heilungserfolg verweist, zum anderen Jung und Freud bei ihren Nachnamen, Sabina Spielrein dagegen bei ihrem Vornamen nennt. Ebenso fänden ihre Verdienste als Kinderpsychologin kaum Würdigung.
Auf die Frage, ob er Sabina Spielrein als feministische Heldin sehe, erklärte Cronenberg, dass weder er selbst noch sein Autor Hampton diesbezüglich eine Agenda hätten, führte aber aus: „Sie kämpfte in einer Gesellschaft, in der Frauen es sehr schwer hatten, einen ziemlich heroischen Kampf.“ Zur Stellung der Frau innerhalb der psychoanalytischen Bewegung ergänzte er an anderer Stelle: „Ich weiß, dass viele Feministinnen Freud kritisieren, weil er patriarchal war. Aber es gab viele Frauen, die Psychoanalytikerinnen wurden […] Ihre Beteiligung wurde auch nicht so ausgelegt, dass durch sie die Bedeutung der psychoanalytischen Bewegung geschmälert worden wäre, was in anderen Berufszweigen damals gang und gäbe war.“ – Die erste Frau im Kreis der Wiener Psychoanalytiker war nicht Sabina Spielrein, sondern die im Film nicht erwähnte Margarete Hilferding, deren Aufnahme eine intensive Debatte vorausging. Emma Jung, im Film als treusorgende, im Hintergrund agierende Gattin gezeichnet, förderte aktiv die Etablierung der Analytischen Psychologie ihres Mannes und betätigte sich später selbst als Analytikerin, ein Fakt, den Cronenberg zwar im Interview erwähnte, aber im Film unberücksichtigt ließ.

### Wagners Musik
Im Film gestehen Jung und Sabina vor dem Beginn ihrer Affäre einander ihre Vorliebe für Wagners Musik, im Besonderen für das Das Rheingold. Cronenberg: „Eine der Besonderheiten dieser Leute war, dass sie sich selbst mythologisierten. Ihre intellektuellen Leidenschaften waren nicht rein abstrakter Natur – sie versuchten sie zu umschließen, in ihr Leben zu integrieren und ihr Leben nach diesen zu gestalten. So fiel es ihnen leicht, sich als Figuren in einer Wagner-Oper zu betrachten. […] Die Idee war, dass [Sabina] eine sündhafte Beziehung mit Jung hat und dann diesen Helden, diesen heroischen Siegfried zur Welt bringt.“ – In der letzten Szene sagt Jung zu Sabina, ihr ungeborenes Kind (von ihrem Ehemann Pawel Scheftel) hätte seines sein sollen, und sie stimmt ihm zu. Das gemeinsame Kind ist jedoch nur ein Wunschtraum, ihre Affäre endete mehr als ein Jahr zuvor.

## Rezeption

### Kritiken
In Deutschland wurde Eine dunkle Begierde, trotz vereinzelter Einwände, mehrheitlich positiv aufgenommen. Wolfgang Höbel vom Spiegel bemängelte zwar einige der Theatervorlage geschuldete „lachhafte inszenatorische Steifheiten“, entdeckte aber auch „viele tolle Gesprächsduelle in Cronenbergs Film, der vom ekligen Antisemitismus und von der Fortschrittsbegeisterung einer nur scheinbar glorreichen Epoche erzählt“. Aufregend sei „die Leidenschaft, mit der ein Regisseur hier die Grundzüge einer Wissenschaft erklärt und von einem Denken erzählt, das die Welt revolutionierte.“
Fokke Joel von der Zeit vermisste dagegen ebendiese Emotionalität, die sich nicht auf den Zuschauer übertragen wolle: „Obwohl die geschliffenen Dialoge von Drehbuchautor Christopher Hampton (Gefährliche Liebschaften) den Film durchaus kurzweilig machen, fehlt an wichtigen Stellen die Darstellung von Emotionen, die den Zuschauer von der Dramatik der Geschichte überzeugen könnten.“ Keira Knightleys Hysterieanfälle wirkten „merkwürdig unwirklich ob des ewig schönen Wetters, das dem Film eine ‚Brille mit Goldrand‘-Atmosphäre verleiht“.
Cristina Nord versuchte in der tageszeitung die Verbindung zwischen Cronenbergs früheren Arbeiten und seinem neuen Film zu finden: „‚A Dangerous Method‘ verhält sich zu früheren Filmen Cronenbergs wie die Psychoanalyse zu den Symptomen, die sie bändigt. Das Formlose, Ungestalte, zwischen Tier und Mensch und Maschine Changierende, das in ‚eXistenZ‘ oder ‚Naked Lunch‘ aufscheint, ist in ein reifes, makellos inszeniertes period piece überführt.“ Wer sich damit abfinden könne, entdecke einen „erstaunlich komplexen“ Film: „Den intellektuellen Konflikt zwischen Jung und Freud (Viggo Mortensen) macht Cronenberg ebenso plastisch wie die zeittypischen Vorstellungen von Moral und Geschlechterrollen.“
Fritz Göttler von der Süddeutschen Zeitung entdeckte in den „ungesunde[n] Liebesbeziehungen“ das verbindende Element in Cronenbergs Werk. Auch sein neuester Film sei „eine Geschichte von Gewalt, von Dominanz, von Qual und Selbstqual, ersehnter Züchtigung“ und zugleich „ein kühner Film, der vom Widerstand gegen Zumutungen handelt, die auch heute noch nicht ausgeräumt sind“.
In Österreich bewertete Die Presse den Film als „stimmig, spannend und komplex“, auch wenn mancher die Handschrift des Regisseurs vermissen werde. Die Spannung resultiere „aus dem Gegensatz zwischen der abstrakten, mitunter fast theaterhaften Atmosphäre und dem in seinen Ausstattungsdetails höchst realistischen Ambiente des Gezeigten“, zudem fasziniere „die elegante Verknüpfung wissenschaftlicher Fragen mit persönlichen Schicksalen, die der Geschichte einen mal distanziert-unterkühlten, mal hochemotionalen Anstrich verpasst“.
Auch im englischsprachigen Raum erntete Eine dunkle Begierde überwiegend Lob. A. O. Scott von der New York Times würdigte neben Mortensens Darstellung des Freud die „leise, unheimliche Stimmung eines Horrorfilms, aber eines, in dem die Monster unsichtbar sind und in der Person hausen, die sie bedrohen.“ Den „akribischen und eleganten Bildkompositionen“ hafte die „latente Möglichkeit von Chaos und Zerstörung“ an. Spielreins und Gross’ „ungezähmte Libido“ repräsentiere sowohl das „Freud’sche Unbewusste“ als auch „Cronenbergs Prinzip der Unkontrollierbarkeit“.
Weniger überzeugt zeigte sich Dave Calhoun vom Londoner Time Out Magazine. Erscheinungsbild und Stimmung des Films seien „bieder und redselig“. „Die beeindruckendsten Szenen sind die zwischen Mortensen und Fassbender, während Knightley eine passable darstellerische Leistung abliefert, sich aber mit einem irritierenden Akzent übernimmt.“

### Auszeichnungen
- 2011: National Board of Review Award für Michael Fassbender („Spotlight Award“ – ebenso für Shame, Jane Eyre und X-Men: Erste Entscheidung)
- 2011: Los Angeles Film Critics Association Award für Michael Fassbender (Bester Hauptdarsteller – ebenso für Shame, Jane Eyre und X-Men)
- 2012: London Critics’ Circle Film Award für Michael Fassbender (Bester britischer Darsteller – ebenso für Shame)
- 2012: Genie Awards für den besten Nebendarsteller (Viggo Mortensen), die beste Ausstattung, beste Filmmusik, den besten Ton und besten Tonschnitt
- 2012: Premio Sant Jordi für Michael Fassbender (Bester ausländischer Darsteller – ebenso für Jane Eyre und X-Men)
- 2012: Directors Guild of Canada Awards für den besten Film, die beste Regie, beste Ausstattung, den besten Schnitt und besten Tonschnitt
- 2012: Vancouver Film Critics Circle Awards für die beste Regie und den besten Nebendarsteller (Viggo Mortensen)